# Старе місто (Єрусалим)
Старе місто Єрусалима — район у Єрусалимі площею близько 1 км2. До 1860 р. цією територією було все місто Єрусалим, оточене оборонним муром, побудованим османським султаном Сулейманом I Пишним. У Старому місті розташовуються ряд святих місць для християн, мусульман та юдеїв: Храм Гробу Господнього, Храмова гора, Стіна Плачу, Купол Скелі та мечеть Аль-Акса. До Старого міста також справедливо відносять і Гору Сіон з Храмом Успіння Пресвятої Богородиці, територія яких не обнесена оборонним муром при будівництві султаном Сулейманом І Пишним з фінансових причин.
Старе місто поділяється на чотири квартали, уявні межі яких були впорядковані тільки у 19 столітті: Мусульманський квартал, Християнський квартал, Єврейський квартал та Вірменський квартал.
Єврейський квартал був сильно зруйнований Йорданією після першої арабо-ізраїльської війни 1948 р., потім відновлений Ізраїлем після Шестиденної війни 1967 р. У 1980 р. Йорданія запропонувала включити Старе місто в список Всесвітньої спадщини ЮНЕСКО, що і сталося 1981 р.
Оборонна стіна Єрусалима побудована у 1538 р. османським султаном Сулейманом I Пишним. Протяжність стіни, яка має висоту від 5 до 15 метрів і товщину до 5 метрів, становить близько 4,5 км.

## Короткий огляд історії
У XI ст до н. е. Єрусалим, що тоді належав до хананейського племені євусеїв, був завойований другим царем Ізраїлю Давидом. Давид переносить столицю царства з Хеврона в Єрусалим та робить свою резиденцію на пагорбі Офел — місці відомому як Місто Давида. Пізніше його син, цар Соломон, розширив оборонні стіни навколо гори Сіон і побудував на горі Моріа Перший Храм.
Після смерті Соломона у 928 році до н. е. єврейська держава розколюється на дві частини: Ізраїль на півночі, об'єднує 10 з 12 колін Ізраїлевих і Юдея (об'єднувала коліна Юди і Веніаміна) з центром у Єрусалимі на півдні. Північне царство до 716 року до н. е. було завойовано царем Ассирії Саргоном II. В результаті проведеної Ассирійською імперією політики примусових депортацій населення підкореної країни, тобто десять північних племен було переселено і вони повністю розчинилися серед інших семітських народів Близького Сходу. Проте південне царство — Юдея залишилося поки цілим.
У 586 році до н. е. Єрусалим був завойований і зруйнований вавилонським царем Навуходоносором II. Подальше ослаблення Вавилону і піднесення Перської імперії зробило можливим повернення євреїв з вавилонського полону і збудування у 516 році до н. е. Другого Храму.
Завоювання територій Олександром Македонським у IV столітті до н. е. призводить до утворення на руїнах Перської імперії ряду елліністичних держав. Юдея підпадає під підпорядкування греко-сирійського царства Селевкідів. Поступово наростає розкол євреїв на еллінізованних і тих хто залишилися вірними єдиному Богу. У 168 році до н. е. цар Антіох IV опоганює Другий Храм, присвятивши його язичницькому богу Зевсу.
У 165 році до н. е. юдеї повстали проти грецького панування. Держава Селевкідів не змогла придушити повстання, яке прийняло характер війни за незалежність. Юда Маккавей очищає Храм, осквернений греками. З 152 року до н. е. влада в Юдеї переходить до священицького роду Хасмонеїв.
Починаючи з 20 року до н. е., васал Римської імперії, юдейський цар Ірод I Великий починає амбітну реконструкцію Храму, що тривала фактично до знищення міста римлянами у 70 році н. е..
У 66 році н. е. в римській провінції Юдея спалахує повстання євреїв проти римського панування. Імператор Тит придушив це повстання у 71 році н. е.. У ході боротьби з повсталими, римляни у 70 році н. е. руйнують Храм і сам Єрусалим, знищивши зокрема його оборонні мури. У ході повстання гинуть до 600 тис. євреїв, понад мільйон продані в рабство. На честь руйнування Єрусалима в Римі споруджена тріумфальна арка.
У 130 р. римляни засновують на руїнах Єрусалима військове поселення Елія Капітоліна, від якого до нашого часу збереглися ділянки головних доріг — кардо (дорога, що йшла з півночі на південь), і декуманус (що йшла зі сходу на захід). Нове місто було присвячено Юпітеру Капітолійському, чий храм був розташований на святій для євреїв Храмовій горі (гора Моріа) і де розташовувався Соломонів Храм. Це стає одним із приводів для другого великого повстання євреїв проти римлян — повстання Симона бар Кохби (132–136).
Придушення повстання призвело до загибелі великої кількості євреїв, знищенню 50 міст і 985 сіл. Прагнучи знищити ґрунт для нових повстань, римський імператор Адріан заборонив уцілілим євреям з'являтися в Єрусалимі, а країну перейменував з Юдеї в «Сирія Палестина», на честь стародавнього племені філістимлян.
Після поділу Римської імперії Єрусалим входить до складу Східної Римської імперії — Візантії. Після того, як імператор Костянтин Великий надав християнству статус державної релігії, Святу землю відвідує його мати, імператриця Олена. Вона встановлює прийняті в даний час місця подій у Євангеліях, закладає там церкви. На місці Голгофи, і на місці поховання Ісуса збудований Храм Гробу Господнього.
У 361 році у римський імператор Флавій Юліан дозволяє євреям почати будівництво Третього Храму, проте у 363 р. будівництво повністю припинено через пожежу. Місцеве населення до того часу було переважно християнським, і ставилося до будівництва вороже.
У 614 р. перси завойовують Єрусалим проте у 625 р. контроль над містом повертається до Візантії.
У 637 р. Єрусалим був завойований мусульманами, що витіснили з регіону Візантійську імперію. Завойовник, арабський халіф Умар, в ісламській традиції вважається другим з перших чотирьох праведних халіфів. Зайнявши Єрусалим, він гарантував його мешканцям життя, і відвідав Храм Гробу Господнього, проте, помолився у його дворі, не заходячи всередину самого храму.
У VII ст. мусульмани будують на Храмовій горі мечеть Аль-Акса, і монумент Кубат-ас-Сахра (Купол Скелі).
У 1099 р. хрестоносці займають Єрусалим в ході Першого хрестового походу та перебудовують ряд ключових християнських храмів.
У 1187 р. султан Саладін відбиває Єрусалим у хрестоносців. Ключі від Храму Гробу Господнього передаються Саладіном мусульманській сім'ї, які до теперішнього часу переходять в ній у спадок, від батька до старшого сина.
У 1191—1192 рр. в під час Третього хрестового походу християни під командуванням англійського короля Річарда I Левове Серце безуспішно намагалися відвоювати Єрусалим у мусульман.
У 1219 р. фортечні стіни знищуються султаном Дамаска Муаззімом.
У 1229 р. Єрусалим знову опиняється під владою хрестоносців, які почали відбудовувати фортечні стіни і які незабаром знову зруйновані еміром Керака Даудом. У 1243 р. християнам вдалося знову зайняти Єрусалим, проте вже у 1244 місто було захоплене шахами Хорезму, що зруйнували фортечні стіни. Місто залишилося беззахисним перед нападом.
У 1247 р. Єрусалим зайняли єгипетські мамелюки.
З 1517 р. Єрусалим входить до складу Османської імперії, яка володіла містом аж до поразки в Першій світовій війні. Основна частина сучасного Старого міста була побудована саме в цей період.
Протягом 19 ст. зростає кількість єврейських переселенців до Єрусалима і які з середини століття складають вже більшість міського населення та оселяються поза стіною Старого міста.
У 1917 р. місто зайняте військами Великої Британії, що отримала контроль над Палестиною у 1922 р. згідно з мандатом Ліги Націй.
У ході Першої арабо-ізраїльської війни 1948 року Старе місто було зайняте військами Йорданії, пізніше вибитими з міста в ході Шестиденної війни 1967 р. Ізраїльські десантники входять в Старе місто через Левові ворота і займають Храмову гору. Через 36 годин керівництво Ізраїлю ухвалило рішення про повернення контролю над територією Храмової гори ісламської організації ВАКФ.
На сьогоднішній день населення Старого міста залишається переважно арабським. Статус Єрусалима як «вічної і неподільної столиці Ізраїлю» оскаржується палестинською стороною.

## Храмова гора
Храмова гора — найбільш священне місце для юдаїзму і третє по святості для іслама. На території Храмової гори знаходився Перший Єрусалимський храм, а потім і Другий Єрусалимський Храм. Тут же, згідно єврейської традиції, в майбутньому буде стояти Третій Храм. В даний час на території Храмової гори розташовані мусульманські культові споруди — мечеть Аль-Акса і Купол Скелі зведений над Каменем заснування. До Храмової гори можливий вхід через одинадцять воріт із північної та східної сторін. Всі ворота охороняються поліцією Ізраїлю та співробітників ВАКФ, оскільки доступ до Храмової гори через 10 з 11 воріт дозволений лише для мусульман. Представникам іншої віри можливий доступ лише через Марокканські ворота. Прохід дозволений лише у часи між молитвою та з суботи до четверга. На Храмову гору не-мусульманам не дозволено приносити з собою культові речі, затримуватися для молитви.

## Квартали Старого міста

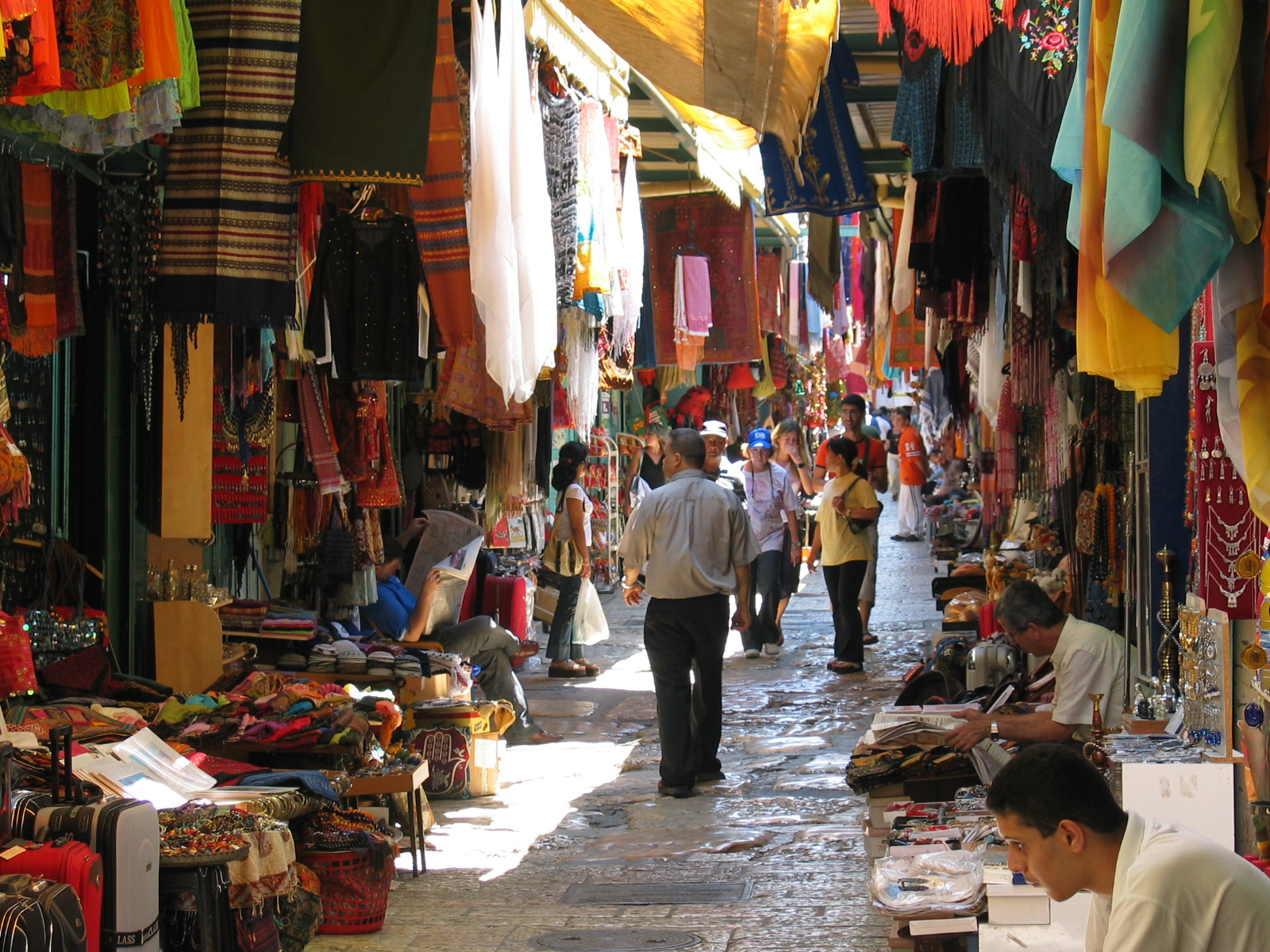
Арабський ринок у старому місті

### Мусульманський квартал
Мусульманський квартал є найбільшим за площею і населенням кварталом Старого міста і займає його північно-східну частину. Безпосередньо в квартал ведуть Дамаські (Шхемські) ворота, Левові ворота і Ворота Ірода. Найважливіші місця Мусульманського кварталу:
- Віа Долороза
- Базиліка святої Анни
- Віфезда
- Церква бичування
- Церква засудження і накладення Хреста
- Базиліка Ecce Homo
- Австрійський Госпіс Святого сімейства

### Християнський квартал

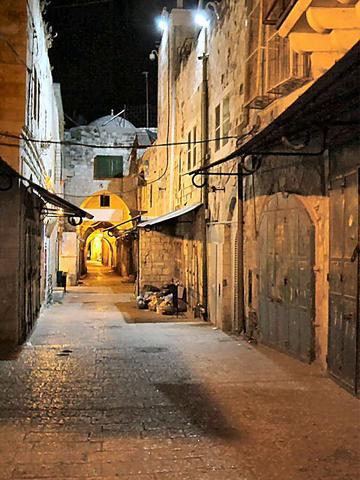
Вулиця Старого міста

Християнський квартал розташований на північному заході, розширюючись від Нових воріт на півночі до Дамаських воріт на сході і Яффських воріт на заході. Центром Християнського кварталу є Храм Гробу Господнього. Найважливіші місця Християнського кварталу:
- Храм Гробу Господнього
- Лютеранська церква Христа Спасителя
- Муристан
- Башта Давида
- Латинський патріархат Єрусалима
- Патріархат Єрусалима мелкітської греко-католицької церкви

### Вірменський квартал
Вірменський квартал найменший з чотирьох кварталів Старого міста, займає південно-західну частину Старого міста, на південь від Яффських воріт між вежею Давида і горою Сіон. У Вірменський квартал можна потрапити через Яффські і Сіонські ворота. Із заходу і півдня Вірменський квартал захищають стіни Старого міста, з півночі Вірменський квартал межує з Християнським кварталом, а зі сходу — з Єврейським кварталом. Незважаючи на те, що вірмени сповідують християнство, Вірменський квартал розташований окремо від Християнського кварталу, і Вірменська Патріархія Єрусалима незалежна від інших християнських установ в Єрусалимі.
Найважливіші місця Вірменського кварталу:
- Вірменський кафедральний Собор Святого Якова
- Єрусалимський патріархат Вірменської апостольської церкви
- Церква святого Марка
- Конвент Маронітської католицької церкви
- Сіонські ворота

### Єврейський квартал
Єврейський квартал розташовується на півдні міста, безпосередньо в нього ведуть Гнойові (Сміттєві) ворота. На 2004 рік населення кварталу становило до 2 тис. чол. У межах стін Старого міста знаходиться Храмова гора. Гора і її огороджуюча Західна стіна (Стіна Плачу) є головною юдейською святинею. На вершині Храмової гори розташовані мусульманські святині Аль-Акса і Кубат-ас-Сахра. Сама Храмова гора контролюється ісламською організацією ВАКФ.
Однією з важливих християнських святинь Старого міста є Віа Долороза — хресний шлях Ісуса Христа, від Левових воріт Старого міста до Голгофи. Шлях намічений францисканцями у XIV столітті уздовж залишків декумануса — римської дороги II століття. Він починається в мусульманському кварталі і закінчується в Храмі Гробу Господнього.
Найважливіші місця Єврейського кварталу:
- Стіна плачу
- Синагога Хурва
- Чотири Сефардських синагоги

### Марокканський квартал

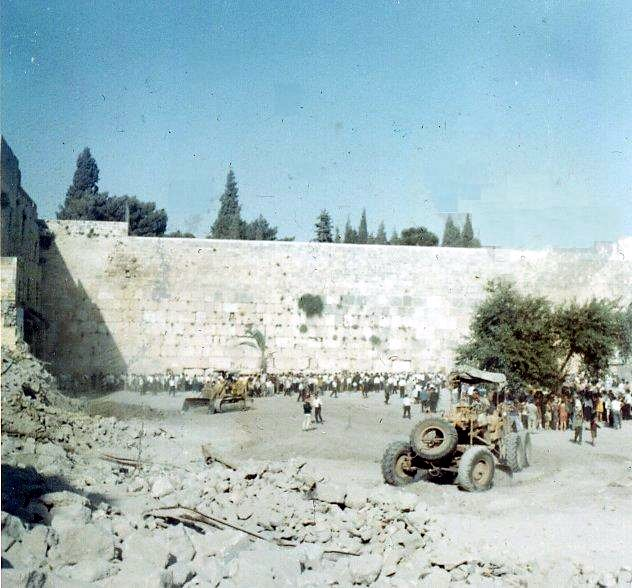
Бульдозери вичищають рештки марокканського кварталу. На задньому плані — Стіна Плачу.

До 1967 року у Старому місті також існував маленький Марокканський квартал або точніше — Магрибський квартал. Через три дні після завершення Шестиденної війни його було знесено для покращення доступу паломників до Стіни плачу. Вціліла частина Марокканського кварталу була включена до Єврейського кварталу. Про його існування у минулому згадують назви воріт — Магрибські ворота, що ведуть безпосередньо через Магрибський міст до Храмової гори.

## Ворота
З 1532 по 1542 роки за наказом султана Сулеймана Пишного на залишках старих мурів збудовано нову стіну Єрусалима. Проте будівництво не почалось швидко, а затрималося у зв'язку з питанням включення гори Сіон за стіни міста. Владою міста було вирішено надати францисканцям цю територію на утримання. Оскільки у францисканців не було коштів, то гора Сіон залишилася поза стіною. На південному заході Храмова гора стала природною частиною стіни Єрусалима і до неї також можливий вхід лише через одинадцять воріт із північної та східної сторін. Мури Єрусалима побудовані довжиною 4018 м та середньою висотою 12 м і шириною 2.5 м. На півночі стіни збудовано Дамаську браму та браму Ірода. У східну частину міста можна увійти через Золота та Левові ворота а на півдні через Гноєві та Сіонські ворота. У 1887 році на у північно-західній частині стіни було збудовано також ще одні — Нові ворота. Двоє інших воріт було замуровано — Золоті ворота та Гульдські ворота на півдні, проте їх обриси добре видно і зараз.
| Українською      | Івритом                           | Арабською                                           | Фото | Рік будівництва                  | Місце                                    |
| ---------------- | --------------------------------- | --------------------------------------------------- | ---- | -------------------------------- | ---------------------------------------- |
| Нові ворота      | івр. השער החדש HaSha'ar HeChadash | араб. باب الجديد Bāb ij-Jdïd                        |      | 1887                             | Північна частина стіни                   |
| Дамаські ворота  | івр. שער שכם Sha'ar Shkhem        | араб. باب العامود Bab al-Amud                       |      | 1537                             | Північна частина стіни                   |
| Ворота Ірода     | івр. שער הפרחים Sha'ar HaPerachim | араб. باب الساهرة Bab al-Sahira                     |      | невідомо                         | Північна частина стіни                   |
| Левові ворота    | івр. שער האריות Sha'ar HaArayot   | араб. باب الأسباط Bab al-Asbatt / Bab Sittna Maryam |      | 1538-39                          | Східна частина стіни                     |
| Сміттєві ворота  | івр. שער האשפות Sha'ar HaAshpot   | араб. باب المغاربة Bab al-Maghariba                 |      | 1538-40                          | Південна частина стіни                   |
| Сіонські ворота  | івр. שער ציון Sha'ar Tzion        | араб. باب النبي داود Bab El-Nabi Da'oud             |      | 1540                             | Південна частина стіни                   |
| Яффські ворота   | івр. שער יפו Sha'ar Yafo          | араб. باب الخليل Bab el-Khalil                      |      | 1530-40                          | Західна частина стіни                    |
| Золоті ворота    | івр. שער הרחמים Sha'ar HaRahamim  | араб. باب الرحمة Bab al-Rahma                       |      | 6. ст (закриті 1541 р.)          | Східна частина стіни                     |
| Гульдські ворота | івр. שערי חולדה Shaarei Chulda    |                                                     |      | Ірод І (закриті з бл. 7./8. ст.) | Південна частина стіни бл. Храмової Гори |

Помилка скрипту: Функції «with columns» не існує.